# Босанчица

Босанчица

Боса́нчица, она же босни́йская, хорва́тская или босни́йско-хорва́тская кири́ллица, она же западносе́рбское письмо́, также бу́квица — средневековая разновидность кириллицы, применявшаяся в основном на территориях нынешних Боснии и Герцеговины и южной Хорватии (Далмации), преимущественно у католиков и мусульман.
Слабее всего связанная с церковнославянской традицией, босанчица, особенно в её поздних образцах, наиболее удалена от «типичных» кириллиц — как по начертанию букв, так и по составу азбуки и орфографическим принципам. Употреблялась до XVII—XIX вв., конкурировала с глаголицей; вытеснена латиницей. Последние напечатанные босанчицей книги — два издания глаголически-кириллического учебника Матвея Карамана «Букварь Славенскій писмены преподобнагѡ Кѷрілла Славянѡмъ епископа напечатанъ. Въ Римѣ Тѷпомъ Святагѡ Собора ѿ размноженія Вѣры» (1738 и 1753).

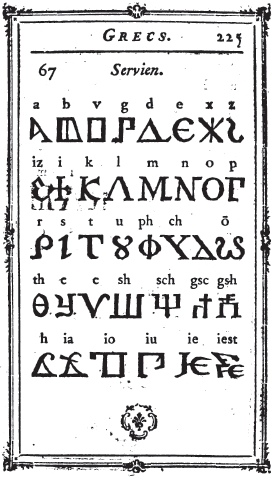
Боснийская кириллица из сборника Manuel typographique de Fornier, том II